# Anglars
Anglars é uma comuna francesa na região administrativa de Occitânia, no departamento de Lot. Estende-se por uma área de 9,99 km². Em 2010 a comuna tinha 225 habitantes (densidade: 22,5 hab./km²).